# Église Notre-Dame-de-la-Visitation de Dammarie-les-Lys
Pour les articles homonymes, voir Église Notre-Dame-de-la-Visitation.
L’église Notre-Dame-de-la-Visitation est située à Dammarie-les-Lys, en Seine-et-Marne.

## Situation géographique
L'église est situé place Paul-Bert à Dammarie-les-Lys, commune de Seine-et-Marne (77) près de Melun.

## Historique
Lors de l’introduction du christianisme dans cette zone (sud de l'actuelle Seine-et-Marne), un oratoire consacré à la Vierge fut élevé à la fin du XIe siècle.
Elle fut reconstruite et agrandie en 1535, et de nouveau reconstruite en 1859.
L'église possède un orgue, toujours utilisé.